# Frederik Leroux
Frederik Leroux (1980) is een Belgische componist, gitarist en banjospeler. Hij volgde les aan het Koninklijk Conservatorium Brussel, het Koninklijk Conservatorium van Den Haag en aan The New School in New York.
Naast zijn soloproject (Frederik Leroux) is hij sinds 2018 bandlid bij het Belgisch bigband-ensemble Flat Earth Society. Verder werkt Leroux regelmatig samen met gitarist en banjospeler Ruben Machtelinckx, pianiste Heleen Van Haegenborgh, altsaxofonist Frans Van Isacker en percussionist Kris Vanderstraeten.
In 2018 bracht Leroux samen met Kris Vanderstraeten Zonder Webben uit op Aspen Edities. Datzelfde jaar verscheen ook een split-lp uit op het label samen met gitarist en banjospeler Ruben Machtelinckx, getiteld When The Shade Is Stretched. Vanaf 2019 werkten Leroux en Machtelinckx samen onder de naam Poor Isa. 
Leroux maakte deel uit van verschillende en wisselende en formaties, onder andere met klarinettist en -saxofonist Joachim Badenhorst, drummer Lander Gyselinck, saxofonist Steven Delannoye, pianist Seppe Gebruers en rietblazer Thomas Jillings. In het begin van zijn carrière speelde Leroux onder meer bij rockband Mud Flow, Yves Peeters Group, Kristen Cornwell Quintet en leidde hij zijn eigen Frederik Leroux Quartet.
Tussen 2010 en 2013 organiseerde Leroux samen met Frederik Donche 60 concerten en luistersessies onder de naam Karel Ball in de Hoogstraat te Brussel.
Leroux doceert jazzgitaar en vrije improvisatie aan het Koninklijk Conservatorium Antwerpen.

## Discografie
- Poor Isa - Let's Drink The Sea And Dance (Aspen Edities, 2019)[8]
- Ruben Machtelinckx <> Frederik Leroux - When The Shade Is Stretched (Aspen Edities, 2018)[9]
- Frederik Leroux + Kris Vanderstraeten - Zonder Webben (Aspen Edities, 2018)[10]
- Kris Vanderstraeten & Frederik Leroux - Live at The Audioplant (Sloow Tapes, 2017)[11]
- Frederik Leroux + Heleen Van Haegenborgh - Kaaistraat 27 (Woon-E-Tapes, 2016)[12]
- Linus feat. Frederik Leroux en Øyvind Skarbø - (el NEGOCITO, 2015)[13]
- Frederik Leroux - Banjo (Sill Anders, 2013)[2]
- Leroux/Landfermann/Burgwinkel (De Werf, 2012)[14]
- Frederik Leroux Quartet - Angular (Frantic Loop Records, 2006)[15]